# John A. Cotsonis
John A. Cotsonis (* 7. Juni 1954 in Athen) ist ein US-amerikanischer Byzantinist und unter dem Namen Joachim von Amissos Bischof der griechisch-orthodoxen Erzdiözese von Amerika.
Sein Spezialgebiet ist die Ikonographie der byzantinischen Bleisiegel.

## Leben
Ab dem Alter von zwei Jahren wuchs er in einer Vorstadt von Washington, D.C. in Maryland auf. Er begann sein Studium an der University of Maryland (BS 1976) und studierte anschließend
orthodoxe Theologie an der Holy Cross Greek Orthodox School of Theology (MDiv 1979). Am 9. Dezember 1979 wurde er zum Diakon geweiht, am 23. Dezember 1979 zum Priester. Es folgte ein Studium der Kunstgeschichte an der Pennsylvania State University mit Spezialisierung auf byzantinische Kunst (MA 1986, PhD 1992 bei Anthony Cutler). Von 1992 bis 1995 arbeitete er am Dumbarton Oaks Center for Byzantine Studies in Washington, D.C. Seit 1997 ist er Direktor der Archbishop Iakovos Library des Hellenic College Holy Cross Greek Orthodox School of Theology in Brookline (Massachusetts). Am 16. Mai 1999 wurde er zum Archimandriten erhoben und schließlich am 22. Dezember 2019 zum Titularbischof von Amisos in der griechisch-orthodoxen Erzdiözese von Amerika geweiht.

## Schriften (Auswahl)
- A society and its images. The religious iconography of Byzantine lead seals. Dissertation Pennsylvania State University, University Park 1992.
- Byzantine Figural Processional Crosses. Dumbarton Oaks Research Library and Collection, Washington 1994, ISBN 0-88402-228-5.
- Catalogue of Byzantine seals at Dumbarton Oaks and in the Fogg Museum of Art. Band 7: Anonymous, with bilateral religious imagery. Dumbarton Oaks Research Library and Collection, Washington, D.C. 2020, ISBN 978-0-88402-472-9.
- The Religious Figural Imagery of Byzantine Lead Seals. Routledge, London 2020 (gesammelte kleine Schriften).
  - Band 1: Studies on the Image of Christ, the Virgin and Narrative Scenes (= Variorum Collected Studies 1085). ISBN 978-0-367-34696-6.
  - Band 2: Studies on Images of the Saints and on Personal Piety (= Variorum Collected Studies 1086). ISBN 978-0-367-34699-7.

## Einzelbelege
1. ↑  CV: His Grace Bishop Joachim of Amissos (John Cotsonis), Ph.D. In: hchc.edu. Abgerufen am 23. April 2025 (englisch).

| Personendaten    | Personendaten                                                                                              |
| ---------------- | --- |
| NAME             | Cotsonis, John A.                                                                                          |
| ALTERNATIVNAMEN  | Cotsonis, John; Cotsonis, Joachim Alexander                                                                |
| KURZBESCHREIBUNG | US-amerikanischer Byzantinist (Siegelkundler) und griechisch-orthodoxer Bischof in den Vereinigten Staaten |
| GEBURTSDATUM     | 7. Juni 1954                                                                                               |
| GEBURTSORT       | Athen |